# Dolenja vas, Železniki
Dolenja vas je naselje v Občini Železniki.